# Villa Ringfield
La villa Ringfield est le plus ancien bâtiment du Vieux-Limoilou dans la ville de Québec. Depuis 2002, c’est le Centre communautaire Jean-Guy Drolet, un organisme de loisir à but non lucratif, qui en est le propriétaire et gestionnaire. Dorénavant à vocation récréative et culturelle les Salles Parke et Smith de la Villa Ringfield sont utilisées pour la tenue de diverses activités de loisir telles que des réceptions, réunions et soirées-conférences. 

## Histoire
Dans la première moitié du XIXe siècle, sur la Route de Charlesbourg (l’actuelle 1re Avenue de Limoilou), à l’ouest du pont Dorchester, un terrain six cents acres nommé Smithville appartenait au fermier Charles Smith. En 1840, le constructeur naval irlandais George Holmes Parke fit l’acquisition de cent acres de ces terres situées à l’ouest du ruisseau Lairet, à l’emplacement de la Ferme des Anges. 
Dès lors, ce terrain borné au sud par la rivière Saint-Charles et à l’est par la Route de Charlesbourg, reçoit le nom de Ringfield, en référence aux traces laissées par le fort circulaire de l’armée de Montcalm et où les troupes du Roi de France auraient capitulé devant l’armée de Wolfe en 1759. Peu de temps après l’achat, M. Parke confie un mandat de construction au renommé architecte Frederick Hacker pour y édifier une villa. Après le départ de la famille Parke en 1909, la Villa Ringfield aura servi d’hôpital de fortune (tenu par les Sœurs de St-François-d’Assise) et d'école. Des chambreurs dans le besoin et des entrepreneurs ont également occupé les lieux.